# إخصاب خارجي

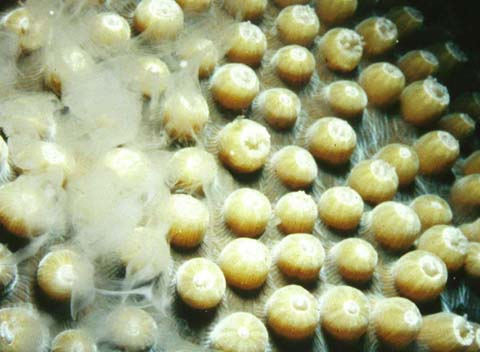

إخصاب خارجي أو  تزاوج خارجي (بالإنجليزية: External Fertilization)‏ هي عملية إخصاب تحدث بدون تلقيح مباشر تختص بها بعض الحيوانات سيما التي تعيش في الماء مثل الضفادع إذ تلتقي الحيوانات المنوية مع البويضات في الوسط المائي. وهي لاتحدث داخل جسم الأنثى.